# Ali Lakroum
Ali Lakroum (en arabe : سيد علي لعكروم), né le 6 octobre 1987 à Souagui, est un footballeur algérien. Il évolue au poste d'attaquant

## Biographie
Il remporte la Coupe d'Algérie en 2017 avec le Chabab Riadhi Belouizdad, en étant titulaire lors de la finale disputée contre l'Entente sportive de Sétif.  Lakroum a joué au club pour WA Boufarik, CR Belouizdad , ES Sétif et Al-Qaisumah ,,. En 2019, il signe pour l'Olympique de Médéa. 
Il a fait ses débuts internationaux pour l'Algérie en 2018

## Statistiques
| Saison                | Club                  | Championnat           | Championnat | Championnat | Coupe(s) nationale(s) | Coupe(s) nationale(s) | Compétition(s) continentale(s) | Compétition(s) continentale(s) | Compétition(s) continentale(s) | Total | Total |
| Saison                | Club                  | Division              | M.          | B.          | M.                    | B.                    | Comp.                          | M.                             | B.                             | M.    | B.    |
| 2014-2015             | WA Boufarik           | 3                     | -           | -           | -                     | -                     | -                              | -                              | -                              | 0     | 0     |
| 2015-2016             | WA Boufarik           | 3                     | 28          | 27          | -                     | -                     | -                              | -                              | -                              | 28    | 27    |
| 2016-2017             | CR Belouizdad         | 1                     | 20          | 4           | 6                     | 0                     | -                              | -                              | -                              | 26    | 4     |
| 2017-2018             | CR Belouizdad         | 1                     | 29          | 4           | 4                     | 1                     | C3                             | 6                              | 1                              | 39    | 6     |
| 2018-2019             | ES Sétif              | 1                     | 12          | 3           | 0                     | 0                     | C1                             | 0                              | 0                              | 12    | 3     |
| Total sur la carrière | Total sur la carrière | Total sur la carrière | 89          | 38          | 10                    | 1                     | -                              | 6                              | 1                              | 105   | 40    |

## Palmarès
- Champion d'Algérie de D3 (Groupe Centre) en 2016 avec le Widad Adabi Boufarik
- Vainqueur de la Coupe d'Algérie en 2017 avec le Chabab Riadhi Belouizdad